# (11137) Yarigatake
(11137) Yarigatake est un astéroïde de la ceinture principale.

## Description
(11137) Yarigatake est un astéroïde de la ceinture principale. Il fut découvert le 8 décembre 1996 à Ōizumi par Takao Kobayashi. Il présente une orbite caractérisée par un demi-grand axe de 2,98 UA, une excentricité de 0,23 et une inclinaison de 3,9° par rapport à l'écliptique.

## Compléments